# 幸福鐵板燒
《幸福鐵板燒》（てっぱん）是一齣日本連續劇作品，由NHK綜合頻道在2010年9月27日至2011年4月2日間播出，共計151集，每集片長15分鐘。《幸福鐵板燒》是NHK「晨間小說連續劇」系列第83套作品，由瀧本美織主演，寺田敏雄、今井雅子與關惠里香（関えり香）等人擔任劇本原著。

## 故事大綱
出生長大在尾道港邊的村上明莉（村上あかり，又譯為「村上明理」，瀧本美織 飾）是一個高三學生，家中經營鐵工廠的她是家中的老么，在學校的吹奏樂隊擔任小喇叭手，熱愛音樂但個性卻像個男生。她在某天經過海邊時，看到一位站在碼頭上的老太太田中初音（富司純子 飾）突然將手中的一把小喇叭丟入海中，喜歡樂器的明莉情急之下直接跳入海中將小喇叭撿回還給老太太，但對方卻又將小喇叭丟入海中，並在明莉第二次將喇叭撿回時直接將它送給明莉。
無法理解對方用意的明莉氣憤地帶著小喇叭回家，家人在晚餐時突然有客人來訪，竟然是稍早在港邊遇到的田中女士。為了尋找18年前離家出走的獨生女而從大阪來到尾道的田中，意外發現明莉竟然是女兒千春過世之後遺留下來的骨肉。不小心揭穿實情的田中女士匆匆的離開了尾道，並且在臨走時要明莉徹底忘記這件事。
突然得知自己實際上是養女的明莉，陷入了自我身份認同的混亂，但最後還是在家人的支持下打破心結。明莉決定在畢業後離開故鄉尾道，前往大阪工作、證明自己也能獨當一面，卻不幸地遇到即將加入的公司突然倒閉的噩耗，在機緣與不得已的狀況下住進外婆田中女士所經營的宿舍、田中莊，並且在附近的柴魚片工廠工作。在田中莊她遇到許多來自不同背景、背負不同包袱的房客，並且用天生好多管閒事的個性慢慢讓原本冰冷疏離的房客們熱絡了起來。
在一次意外中，明莉不小心發現田中莊裡有間被封死從沒有人打開過的房間，竟然是外婆過去曾經經營過的御好燒餐廳「千春」。在女兒離家出走後就歇業、並一直被田中女士當作禁地封死的御好燒餐廳，在經過明莉的努力與田中莊的房客西尾冬美（友坂理惠 飾）的穿針引線下，明莉終於獲得外婆的同意，重新讓餐廳恢復營業，並將新的店名命名為「小尾道」（おのみっちゃん），用鐵板上的美味串起身邊的友情與親情。

## 主要演員

### 村上家
- 村上明莉（村上あかり）：瀧本美織 飾演。本劇的女主角，熱愛音樂、擅長吹小喇叭，擁有像是男生般大而化之的開朗性格，天生喜歡管人閒事。由於親生外婆的突然出現才得知自己是養女，於是在畢業後隻身前往大阪發展。曾經在柴魚工廠「濱勝」工作過一段時間，最後成為御好燒餐廳「小尾道」的女老闆。
- 村上真知子：安田成美 飾演。明莉的養母，個性溫柔卻又堅定，在投靠村上家的田中千春突然病逝之後，將遺留下的明莉當作自己的女兒般撫養長大。明莉擅長的尾道燒（一種使用尾道當地材料所製特製醬汁的廣島燒）就是從養母真知子處學會的。
- 村上錠：遠藤憲一 飾演。明莉的養父，村上鐵工廠的經營者。是個愛面子嘴硬、但實際上非常疼愛兒女的父親。錠對於明莉要前往大阪發展一事一直抱持著防禦的心態，深怕撫養多年長大的養女就這樣被搶走，但也是第一個敞開心胸，接納田中女士成為一家人的人。
- 村上欽也：遠藤要 飾演。村上家的長男，明莉的大哥（義兄），在尾道信用金庫工作的他個性溫和。求學時代曾經當過長跑選手。也因此頗為崇拜身為接力長跑選手的隴澤，明莉通常稱呼他「欽哥」（きんに）。
- 村上鐵平：森田直幸 飾演。村上家的次男，明莉的二哥（義兄），因為高中時留級的緣故變成與明莉同一屆畢業，個性熱血。原本對於未來沒有什麼計畫的鐵平，決定畢業後要當父親的學徒繼承鐵工廠的家業，但卻因故離家出走到大阪，和明莉一起經營御好燒餐廳。他十分在乎明莉的事，也因此對於只有自己未能見到明莉的生父頗為不滿，明莉通常稱呼他「鐵哥」（てつにい）。

### 尾道的人們
- 橫山隆圓：尾美利德（尾美としのり）飾演。繼承家業成為寺廟住持的橫山是村上錠從小一起長大的好友，曾經迷戀過真知子但最後還是為了友情而讓步。橫山曾經透露過當自己曾向明莉的生母千春求婚過，但後者婉拒了他，決心要自己撫養腹中的孩子長大。自此之後橫山就一直保持著單身。
- 篠宮久太：柳澤慎吾 飾演。村上錠從小一起長大的好友，也是村上鐵工廠主要客戶「篠宮造船建設」的老闆。對於獨生女加奈愛護有加。
- 篠宮加奈：朝倉禮生（朝倉あき）飾演。篠宮造船廠的千金，也是明莉最要好的朋友，和明莉同樣都是吹奏樂隊的成員，主要負責吹奏上低音號。加奈希望畢業後能繼續升學，以考進音樂大學作為志向。對於明莉的二哥鐵平抱有愛慕之情。
- 篠宮芳江：久野麻子 飾演。久太的妻子與加奈的母親。負責造船廠的事務工作。
- 島田彰廣：岡山一（おかやまはじめ）飾演。明莉與加奈高中時的吹奏樂隊顧問。

### 大阪，田中莊的人們
- 田中初音：富司純子 飾演。宿舍「田中莊」的房東，也是明莉的親生外祖母。平常說話刻薄不近人情，但實際上卻是個很識大體內心溫柔的長者。擁有高超的廚藝，曾經經營過御好燒餐廳，擅長煎大阪燒並擁有大量的擁護者。在外孫女重新將餐廳開張後，偶爾會至店內幫忙。
- 西尾冬美：友坂理惠（ともさかりえ）飾演。明莉在大阪認識的第一個田中莊房客，也是第一個稱呼明莉「小尾道」的人。自稱是藝名「潔西卡」（ジェシカ）的超級名模，但實際上卻只是替超級市場的型錄當模特兒（日文中「超級市場」通常簡稱為「Super」，因此是個雙關語）。冬美原本希望能在滿30歲之前存滿足夠的資金開家小酒吧當老闆娘，但卻因為新潟老家所經營的餐廳財物有困難，無法達成心願，而將目標轉至與明莉一起攜手合作在田中太太的老店原址開設御好燒餐廳。在劇情中段冬美決定要回家鄉去繼承家業，而將御好燒餐廳的經營轉給明莉接手。
- 瀧澤薰：長田成哉 飾演。田中莊的房客，原本是企業贊助的驛站接力賽選手，但卻因為受傷而被原本的優秀隊伍放棄釋出，轉投效實力不佳的小隊。雖然擁有優秀的實力，但個性上卻不合群又怕麻煩，最後是在明莉愛管閒事的個性與熱心之下慢慢開始與人交流，甚至對明莉發展出感情。
- 中岡徹：松尾諭 飾演。田中莊房客，從事資訊業擔任軟體工程師，在離婚後帶著獨生子一同寄住在田中莊。
- 中岡民男：前田航基 飾演。與父親一起寄宿在田中莊的小學生，喜歡稱呼明莉「姊姊」，並稱呼冬美為「年紀大的姊姊」（年行ったお姉ちゃん）。
- 笹井拓朗：神戶浩 飾演。在田中莊中居住最久的房客，以畫家為業。由於個性內向不擅長與人對話，因此終日躲在家中畫畫，但卻特別與民男交情要好。
- 小早川希望(村上希望)：京野琴美飾演。個性強勢的她為尋找生父特意來到大阪，期間遭遇未婚夫悔婚、懷孕等情況，之後住在田中莊並在御好燒餐廳打工，最終與尾道的欽也成為夫妻。

### 大阪，濱勝的人們
- 濱野一：趙珉和 飾演。收留因為公司倒閉而失業的明莉能繼續在大阪工作的柴魚片製造商「濱勝」的第三代社長。雖然是社長但對於公司的經營不是很在意，反而沈迷於玩音樂，與商店街的友人合組樂團，並擔任長號手。
- 松下小夜子：川中美幸 飾演。濱勝的員工，但實際上卻是公司事務真正的指揮者。原本在北新地的酒店擔任紅牌小姐的小夜子，因為對濱勝前代社長（也就是濱野一的父親）的感情而追隨成為濱勝的員工，在前社長過世之後就一直以代理母親的身份支持著濱野家。
- 神田榮治：赤井英和 飾演。在濱勝擔任削柴魚師傅的專家，也是當初介紹明莉到田中莊寄宿的人。對於小夜子有愛慕之心但並沒有結果。平常喜歡說謎掛（なぞかけ）作為消遣。

### 大阪的其他人
- 田中千春：木南晴夏 飾演。初音的獨生女，明莉的生母。與明莉一樣喜歡音樂擅長吹小喇叭，並且因為和母親對於音樂的理念不合而在18歲時離家出走。兩年後，因為交往的對象離日轉赴波士頓留學，而獨自一人在尾道流浪，並在港口邊遇到村上真知子。當時已經懷胎六個月的千春，被村上家收留後留在鐵工廠幫忙一些庶務工作，並且在生下明莉不久之後突然病逝。由於是已經過世的人物，因此田中千春的角色只有在照片與回憶畫面中出現。
- 長谷川傳：龍雷太 飾演。住在田中莊隔壁的老先生，原本曾經營過工務店，與田中太太相識超過40年。對於田中太太抱有愛慕之情，田中莊的各種修繕工作也都是由他協助處理。
- 岩崎潤：柏原收史 飾演。音樂大學的講師，也是濱野一所屬的商店街樂團之指導老師與指揮。雖然經常受到女性的愛慕，但實際上是個不解風情、只懂得聊音樂的音樂痴。
- 根本孝志：松田悟志 飾演。在瀧澤所屬的驛站接力賽隊伍擔任教練，為了規勸瀧澤參加團體練習而經常走訪田中莊。
- 厚子、千代子：一木美貴子、 西村賴子 飾演。經常在「小尾道」用餐的女性常客二人組。
- 橘公一：小市慢太郎飾演。明莉的生父，為知名的作曲家，他在岩崎潤任教的音樂大學擔任短期講師，並在岩崎的推薦下來到《小尾道》鐵板燒用餐，由於曾在外面拍照，而一度被誤以為是當日闖空門的竊賊，後來卻意外得知明莉是自己的女兒，但因初音的要求及顧慮明莉的養父母而未與明莉相認，（但明莉知道他是親生父親），只教導明莉吹小喇叭並贈送明莉一份樂譜。
- 明莉的養父母及尾道的人們原本均認為明莉的生母田中千春是被拋棄的，直到橘的出現才明白兩人當初其實是深愛彼此。

### 其他
- 全片旁白：中村玉緒。

## 各話資料
| 週                                                       | 播放日期                        | 日文標題 | 中文標題               | 編劇     | 導演            | 週間最高收視率 |
| -------------------------------------------------------- | ------------------------------- | -------- | ---------------------- | -------- | --------------- | -------------- |
| 01                                                       | 2010年9月27日 - 10月2日         |          | 奶奶來了！             | 寺田敏雄 | 井上剛          | 18.7%          |
| 02                                                       | 2010年10月4日 - 10月9日         |          | 18歲的決心             | 寺田敏雄 | 井上剛          | 17.6%          |
| 03                                                       | 2010年10月11日 - 10月16日       |          | 在大阪手忙腳亂         | 今井雅子 | 石塚嘉          | 18.0%          |
| 04                                                       | 2010年10月18日 - 10月23日       |          | 抬頭挺胸好好吃飯       | 今井雅子 | 石塚嘉          | 18.7%          |
| 05                                                       | 2010年10月25日 - 10月30日       |          | 媽媽的味道             | 寺田敏雄 | 井上剛          | 19.4%          |
| 06                                                       | 2010年11月1日 - 11月6日         |          | 成為家人的方法         | 今井雅子 | 石塚嘉          | 17.8%          |
| 07                                                       | 2010年11月8日 - 11月13日        |          | 打開吧！不能打開的房間 | 關惠里香 | 小林大兒        | 17.7%          |
| 08                                                       | 2010年11月15日 - 11月20日       |          | 第二代是小尾道         | 關惠里香 | 小林大兒        | 16.7%          |
| 09                                                       | 2010年11月22日 - 11月27日       |          | 這就是我的味道         | 今井雅子 | 熊野律時        | 17.1%          |
| 10                                                       | 2010年11月29日 - 12月4日        |          | 醬汁燻熱了眼眶         | 關惠里香 | 井上剛          | 18.5%          |
| 11                                                       | 2010年12月6日 - 12月11日        |          | 光榮離職煎鐵板燒       | 關惠里香 | 藤並英樹        | 18.0%          |
| 12                                                       | 2010年12月13日 - 12月18日       |          | 味道和嘴一樣可以說服人 | 今井雅子 | 石塚嘉          | 17.9%          |
| 13                                                       | 2010年12月20日 - 12月25日       |          | 兩人                   | 關惠里香 | 井上剛          | 17.2%          |
| 14                                                       | 2010年12月27日 - 12月28日       |          | 再一次的旅行           | 今井雅子 | 小林大兒        | 16.9%          |
| 15                                                       | 2011年1月4日 - 1月8日           |          | 夢幻的跑手             | 今井雅子 | 小林大兒        | 16.9%          |
| 16                                                       | 2011年1月10日 - 1月15日         |          | 沒有人不喜歡柴魚       | 今井雅子 | 松川博敏        | 17.6%          |
| 17                                                       | 2011年1月17日 - 1月22日         |          | 阿鐵啊～振作起來吧     | 關惠里香 | 藤並英樹        | 17.2%          |
| 18                                                       | 2011年1月24日 - 1月29日         |          | 回來的醉鬼             | 今井雅子 | 井上剛          | 17.6%          |
| 19                                                       | 2011年1月31日 - 2月5日          |          | 生命的明燈             | 今井雅子 | 小林大兒        | 17.4%          |
| 20                                                       | 2011年2月7日 - 2月12日          |          | 偷走爸爸的小偷         | 關惠里香 | 石塚嘉          | 19.0%          |
| 21                                                       | 2011年2月14日 - 2月19日         |          | 向日葵                 | 今井雅子 | 橋爪紳一朗      | 18.8%          |
| 22                                                       | 2011年2月21日 - 2月26日         |          | 被留下來的東西         | 關惠里香 | 井上剛          | 19.2%          |
| 23                                                       | 2011年2月28日 - 3月5日          |          | 離別的滋味             | 今井雅子 | 松川博敏        | 18.2%          |
| 24                                                       | 2011年3月7日 - 3月11日、3月19日 |          | 起跑線                 | 今井雅子 | 石塚嘉 盆子原誠 | 19.8%          |
| 25                                                       | 2011年3月21日 - 3月26日         |          | 告白的結果             | 關惠里香 | 藤並英樹        | 23.6%          |
| 26                                                       | 2011年3月28日 - 4月2日          |          | 早晨一定會到來         | 今井雅子 | 井上剛          | 22.0%          |
| 平均收視率 17.2%（收視率由Video Research於關東地區統計） |                                 |          |                        |          |                 |                |

## 番外篇
- 幸福鐵板燒 番外篇〜Eve Love Life
  - 趙珉和飾演的鰹魚乾店的濱勝店長，濱野一主演的派生作品。劇本為今井雅子，導演為石塚嘉。講述濱野的結婚故事與商店街銅管樂團在平安夜引起騒動的故事，為趙珉和初主演[1]。樂團團員濱野童年朋友的床鋪店老闆的女兒鈴木鈴江，由馬場園梓飾演的新角色加入，本篇的女主角由瀧本美織的明莉亦演出。

## 得獎
由於演技獲得好評，飾演主角外婆田中初音的富司純子，獲頒2011年的銀河賞。

## 製作群
- 劇本：寺田敏雄、今井雅子、關繪里香
- 音樂：葉加瀨太郎
- 製作人：海邊潔
- 導演：井上剛、石塚嘉、小林大兒等
- 旁白：中村玉緒

## 其他
由於是日本全國性的電視網NHK的作品，晨間小說連續劇系列的作品拍攝地點向來會在日本各地區輪流進行，負責拍攝的NHK分局也各有不同。《幸福鐵板燒》是系列中自從1978年的《我是海》（わたしは海）之後，第一齣回到廣島縣拍攝的作品。除此之外，該劇也是NHK大阪放送局自1964年的《渦潮》（うず潮）之後再度擔任製作單位的作品，與自《渦潮》之後首部以尾道市為背景舞台的作品。
在《幸福鐵板燒》一劇中飾演女主角明莉養母、村上真知子的安田成美，曾經在1994年播放的電視劇《春天來吧》（春よ、来い，是NHK晨間連續劇小說系列第52部作品，由知名劇作家橋田壽賀子的自傳作品改編）中擔任女主角。但因為具有韓國血統的安田，對於原著橋田解釋日本在第二次世界大戰中作為的觀點無法接受，中途罷演，也導致她從原本當紅的一線女星突然被冷凍，淡出演藝圈。因此《幸福鐵板燒》一劇除了是她相隔15年之後再次參與晨間小說連續劇的演出外，也是息影多年之後的正式復出作品。
《幸福鐵板燒》片頭中出現、風格類似日本民俗慶典舞蹈的舞步，實際上是由知名舞者與編舞家近藤良平所創作的「鐵板舞」，主要是模仿御好燒在鐵板上煎熟的過程中冒出的熱氣，作為舞步的基礎。除了負責編舞外，近藤本人也有在片頭中客串演出，假裝是跳著鐵板舞的一般民眾。至於片頭配樂《向日葵》（ひまわり）則是知名音樂家葉加瀨太郎的創作。
在片中飾演濱勝員工松下小夜子的川中美幸，實際上是一位知名的演歌歌手。她在2010年12月31日的第61回NHK紅白歌合戰出席、演唱自己的招牌曲《二輪草》時，包括瀧本美織、富司純子與赤井英和等同劇演員，與負責編舞的近藤良平及其所屬之CONDORS舞團全都一同登台，表演鐵板舞替川中助陣。

## 外部連結
- 《幸福鐵板燒》官方網頁

（页面存档备份，存于）（緯來日本台）（繁體中文）